# Osred II van Northumbria
Osred II  was gedurende een jaar koning van Northumbria van 789 tot 790. Hij was de zoon van koning Alhred van Northumbria.

## Context
Na de moord op zijn neef en voorganger Ælfwald werd hij tot koning gekozen. Osred probeerde de twee concurrerende facties in Northumbria te verenigen, zonder succes. Na een jaar werd hij door de tegenpartij afgezet en verbannen naar een klooster op het eiland Man. Æthelred, reeds koning geweest van 774 tot 779, heroverde zijn troon.
Toen Osred in 792 uit het klooster ontsnapte, werd hij door aanhangers van Æthelred gevat en vermoord. Hij werd begraven in het klooster van Tynemouth.